# Максимус (Marvel Comics)
Максимус (англ. Maximus; полное имя — Максимус Болтагон), также известен как Максимус Безумный (англ. Maximus the Mad) и Максимус Великолепный (англ. Maximus the Magnificent) — персонаж из комиксов, издаваемых Marvel Comics, суперзлодей, представитель расы Нелюдей, брат короля Чёрного Грома, неоднократно пытающийся захватить его трон.

## История создания
Максимус, созданный Стэном Ли и Джеком Кирби, впервые появился в выпуске Fantastic Four #47 (февраль 1966).

## Биография
Максимус второй сын лучших Генетиков Аттилана. Его отец Агон был главой правящего Совета Генетиков, а мать Ринда, работала директором Предродового Центра. Максимус был подвержен воздействию Тумана Терригена, когда был ещё младенцем, после чего не проявлял никаких внешних признаков после воздействия на него данным мутагенном. Повзрослев, он скрыл свои развивающиеся псионические способности от общества, но менее успешно скрывал свои антисоциальные наклонности. Когда ему было около шестнадцати лет, его старший брат Чёрный Гром был освобожден из защитной камеры, в возрасте 19-ти лет, в которой он находился из-за своего разрушительного голоса. Недовольный этим, Максимус предпринял попытку заставить своего брата использовать свою огромную силу, чем хотел доказать, что Чёрный Гром не может контролировать свои способности и его бы вновь лишили свободы. Но у Максимуса ничего не вышло. Месяц спустя, Чёрный Гром стал свидетелем того, что Максимус заключал предательский договор с посланцем Крии. В попытке задержать пытающегося сбежать человека Крии, чтобы его допросить, Чёрный Гром использовал свой крик и взорвал инопланетный корабль прямо в небе. Корабль рухнул на землю, но упал в неудачном месте. Он упал прямо на здание парламента, убив несколько ключевых членов Совета Генетиков, среди которых были его родители. Мощные волны от голоса Чёрного Грома также настигли Максимуса, который в это время стоял рядом. В результате чего, Максимус потерял свою вменяемость, а его развивающиеся умственные способности были подавлены. Когда Чёрный Гром взошел на трон, Максимус пообещал выступить против своего брата и свергнуть его.

#### Захват трона
Максимус организовал свой первый успешный переворот спустя несколько лет. Проводя незаконные эксперименты над Альфа-Примитивами (Alpha Primitives), Максимус создал Трикона (Trikon), это три бесплотных энергетических существ, которые обладают огромной разрушительной силой. В то время как Трикон начал сеять хаос по всему Аттилану (Attilan), Максимус захватил высокопоставленных Нелюдей в заложники и заставил Королевскую Семью Нелюдей покинуть Аттилан. Максимус позже послал Горгона на поиски Медузы. Королевская Семья также отправилась на поиски пропавшей Медузы, которая потеряла память во время сражения против Трикона. Спустя несколько лет, Чёрный Гром и его двоюродные братья нашли Медузу в Америке, тем временем Максимус правит Аттиланом вместо Чёрного Грома. Ощущая себя в полной безопасности в своём нынешнем положении, Максимус приказал своему слуге, Ищущему, найти Королевскую Семью и вернуть их в Аттилан.
После того как Медуза воссоединилась с Королевской Семьёй, они отправились обратно в Аттилан, где Чёрный Гром вернул свою корону, что привело к большому разочарованию Максимуса. Вскоре он предпринял попытку уничтожить всех людей на Земле и оставить в живых только Нелюдей. Для этого он создал специальное устройство названное Атмо-Пушку (Atmo-Gun). Однако, Максимус просчитался и устройство не произвело никакого эффекта. Назло, Максимус использовал устройство, которое создало барьер вокруг Аттилана, тем самым отрезав Нелюдей от внешнего мира. На протяжении многих месяцев Нелюди пытались найти способ разрушить этот барьер. В это время, Максимус построил специальный аппарат (точнее, более компактный вариант предыдущего аппарата) для Тритона, который позволял ему находиться на суше, что раздражало Горгона, потому что Максимус должен был создать устройство, чтобы уничтожить защитный барьер. В итоге Чёрный Гром освободил Нелюдей, использовав свой разрушительный голос, но от сопутствующих волн, также разрушились древние постройки Аттилана.

### Злые Нелюди
Затем Максимус объединился с шестью преступниками, которые были осуждены за предательство и диверсии. Он освободив Фалкона, Айрео, Сталлиора, Небуло, Леонуса и Тимбериуса из тюрьмы с помощью Халка. После чего, Максимус обманным путём заставил ворваться в здание где находилось химическое вещество, созданное ученым по имени Ромнар (Romnar). Это вещество было крайне нестабильным, которое могло поглощать энергию, и Максимус намеревался использовать его, чтобы вновь захватить трон. Но Чёрный Гром вовремя вмешался и остановил его.
Максимусу удалось захватить власть в Аттилане несколько месяцев спустя. Напоив Королевскую Семью «гипно-зельем», Максимус забрал корону у Чёрного Грома и отправил Королевскую Семью в тюрьму. Прежде чем, он смог активировать свою Гипно-Пушку (Hypno-Gun), которая как полагал Максимус заставит всех людей подчиниться его воле, Королевской Семье удалось освободиться из заточения и нанести поражение Безумному Максимусу. Спасаясь бегством из Аттилана вместе со своей командой на ракете, Максимус приземлился в южноамериканской стране Коста-Сальвадор, где попытались построить устройство похожее на Гипно-Пушку. Его планам помешал Халк и армия Соединенных Штатов, однако, и Максимус и его союзники были вынуждены вновь бежать. В своей второй попытке Максимусу удалось захватить власть на несколько дней.
Вернувшись в Аттилан, Максимус был принят обратно своим братом, Чёрным Громом, который посчитал, что лучше когда Максимус будет находиться поблизости, где он сможет наблюдать за ним. Чёрный Гром узнал, что псионические силы Максимуса, которые были подавлены ещё когда он был подростком, начали возвращаться к нему. Не давая никаких объяснений, Чёрный Гром поместил Максимуса в специальную капсулу, где он находился в состоянии анабиоза. Однако, Горгон посчитал, что это негуманно так поступать с Максимусом и освободил его. После чего, Максимус использовал свои способности, чтобы подчинить себе разум населения Аттилана, а Чёрного Грома лишил памяти. Затем Максимус вновь активировал барьер вокруг Аттилана и начал вести переговоры с Крии. Он намеревался продать им некоторых Нелюдей, которых Крии планировали использоваться в качестве солдат. В итоге к Чёрному Грому возвращается его память и вместе с командой Мстителей, он вернулся в Аттилан и в очередной раз уничтожил барьер. Чёрный Гром освободил пленённых Нелюдей. В своей третий попытке Максимусу удалось захватить власть на несколько недель.
Когда Максимус в очередной раз пытался захватить власть, он взял Кристалл и её мужа Ртуть, в плен. Тем самым Максимус вынудил Чёрного Грома отдать ему корону, но и сам попасть в плен. Максимус вновь хотел заключить сделку с Крии, они хотели забрать всех Нелюди со способностями, оставив другую часть населения под руководство Максимуса. Но Тритону и Карнаку удалось спасти большую часть пленников Максимуса и обмануть агента Крии. Не подозревая о том, что Нелюди были освобождены, Чёрный Гром от отчаяния использовал свой крик, в результате чего город был полностью разрушен. Разгневанный Чёрный Гром тогда впервые ударил Максимуса, после чего отправил его в тюрьму.

## Силы и способности
Максимус обладает гениальным интеллектом и изобретательностью. Его телепатические силы, являющиеся следствием воздействия Тумана Терригена, дают ему способность вызывать оцепенение и стирать память у других. Также обладает способностью меняться сознанием с другими. Его ментальные способности ограничены, он может использовать их на определённом радиусе и создавать только один эффект за раз. Несмотря на характер его способностей, Максимус не является истинным телепатом.
Психическая нестабильность Максимуса часто мешает использованию его способностей в полную силу. Так же, как у большинства Нелюдей, иммунная система Максимуса слабее чем у обычного человека.
Максимус является одарённым изобретателем с отличными знаниями в физике, механике и биологии. Он изобрёл Атмо-ружьё, способное создавать сейсмические взрывы и силовые поля «негативной зоны», и Гипно-ружьё, способное контролировать разум на дальнем расстоянии.

## Альтернативные версии

### Ultimate
В этой вселенной Максимус является братом Чёрного Грома и женихом Кристалл. Та отказывается выйти за него замуж, называя его занудой и безумцем.

## Вне комиксов

### Телевидение
- Максимус появляется в мультсериале «Фантастическая четвёрка» 1994 года, где его озвучил Марк Хэмилл[6][7].
- В веб-комиксе «Нелюди» Максимуса озвучил Брайан Драммонд[6].
- Нолан Норт озвучивает Максимуса в серии «Нечеловеческая природа» мультсериала «Халк и агенты СМЭШ»[6].
- Максимус появляется в третьем сезоне мультсериала «Совершенный Человек-паук», где его вновь озвучивает Нолан Норт[6].
- В мультсериале «Стражи Галактики», роль Максимуса озвучил Дидрих Бадер. Он появляется в эпизодах «Убеждение Кристалл» и «Бесчеловечное прикосновение»[6].
- Дидрих Бадер так же озвучил персонажа в мультсериале «Мстители, общий сбор!», в серии «Гражданская война. Часть 2: Падение Аттилана»[6].
- Майкл Синтерниклаас озвучил Максимуса в аниме «Мстители будущего»[6].

##### Кинематографическая вселенная Marvel

Иван Реон в роли Максимуса в телесериале «Сверхлюди»

Иван Реон исполнил роль Максимуса в телесериале «Сверхлюди» в рамках Кинематографической вселенной Marvel. Он является главным антагонистом сериала. По сюжету он после терригенезиса лишается гена нелюдей и становится обычным человеком. Максимус склоняет на свою сторону большую часть нелюдей, захватывает власть в Аттилане, тем самым принуждая других членов королевской семьи к побегу на Землю.
По словам Реона, Максимус — «недоросток в семье, что довольно тяжело для него. Без своего брата он работал бы в шахтах... в общем-то, ему сопереживают потому что он является братом короля». Шоуранер сериала Скотт Бак назвал версию персонажа Реона «иной, более сложной, более реальной и более убедительной версией», чем классическая версия из комиксов, поскольку сценаристы «не хотели создавать обычного злодея, который является злым просто потому что он злой». Реон добавил, что персонаж «не является злодеем... [в сериале] нет чёрного и белого. У персонажей много оттенков». Также актёр сравнил отношения между Максимусом и Чёрным громом с отношениями Локи и Тора в фильмах КВМ. Реон, который является валлийцем по происхождению, дал Максимусу «американский акцент», но чувствовал, что «было бы невероятным совпадением, если бы у всех на Луне был американский акцент», и поэтому также сохранил «немного лунный» акцент. Эйдан Фиске сыграл Максимуса в детстве.

### Видеоигры
- Максимус упоминается в игре Marvel: Ultimate Alliance.
- Максимус появляется в игре Marvel: Avengers Alliance.
- Максимус является боссом и игровым персонажем в LEGO Marvel Super Heroes 2[15].
- Максимум является игровым персонажем в игре Marvel: Future Fight[16].
- Дидрих Бадер вновь озвучил Максимуса в игре Marvel Ultimate Alliance 3: The Black Order[6].

## Критика
Дэвид Харт из Comic Book Resources назвал Максимуса 6-м среди «10 самых нелюбимых злодеев Marvel», отметив, что тот является «типичным безумным злодеем». Шон С. Леалос из Screen Rant поместил Максимуса на 4-е место среди «самых могущественных Нелюдей», в то время как в списке «самых могущественных Нелюдей в сериале» он занял 10-е место.  